# 머니위크
《머니위크》는 머니투데이에서 만드는 경제 주간지로 2007년 10월에 창간됐으며, 2016년 8월 머니S로 제호가 변경되었다.